# Arroyo Palenque
Arroyo Palenque es una localidad del estado mexicano de Chiapas. Es parte del municipio de Salto de Agua.

## Demografía
| Gráfica de evolución demográfica |
|                                  |

| Censo | Población |
| ----- | --------- |
| 1960  | 284       |
| 1970  | 392       |
| 1980  | 643       |
| 1990  | 941       |
| 2000  | 1 086     |
| 2010  | 1 137     |
| 2020  | 1 384     |